# Aspila espea
Aspila espea är en fjärilsart som beskrevs av Smith 1908. Aspila espea ingår i släktet Aspila och familjen nattflyn. Inga underarter finns listade i Catalogue of Life.